# Praomys mutoni
Praomys mutoni es una especie de roedor de la familia Muridae.

## Distribución geográfica
Se encuentra solo en la República Democrática del Congo.

## Hábitat
Su hábitat natural son: zonas subtropicales o tropicales pantanos, y ríos.